# Район імені Джалоліддіна Балхі
Джалоліді́на Румі́ район (тадж. ноҳияи Ҷ.Румӣ) — адміністративна одиниця другого порядку у складі Хатлонської області Таджикистану. Центр — селище Ісоєв, розташоване за 32 км від Курган-Тюбе.

## Географія
Район розташований у долині Вахш. На заході межує з Джилікульським, на півдні — з П'яндзьким та Кумсангірським, на півночі — з Бохтарським та Вахським, на сході — з Пархарським районами Хатлонської області.

## Населення
Населення — 167500 осіб (2013; 163500 в 2012, 159100 в 2011, 154200 в 2010, 150500 в 2009, 147600 в 2008, 144100 в 2007).

## Адміністративний поділ
Адміністративно район поділяється на 6 джамоатів (раніше їх було 8), до складу яких входить 2 селища та 82 сільських населених пункти:
| Район                 | Площа, км² | Населення, осіб | Центр    | Населені пункти |
| --------------------- | ---------- | --------------- | -------- | --------------- |
| Калінінський джамоат  | -          | 11085           | Калінін  | -               |
| Маданіятський джамоат | -          | 11985           | Маданіят | -               |
| Навободський джамоат  | -          | 15869           | Навобод  | -               |
| Гулістанський джамоат | -          | -               | Гулістан | -               |
| Тугаланський джамоат  | -          | 25471           | Тугалан  | -               |
| Узунський джамоат     | -          | 16498           | Іттіфок  | -               |
| Фрунзенський джамоат  | -          | 16342           | Фрунзе   | -               |
| Ісоєвський джамоат    | -          | -               | Ісоєв    | -               |

## Історія
Район утворений 1936 року як Колхозабадський район з частини Кулябського району у складі Кулябської області Таджицької РСР. 23 червня 2007 року був перейменований в сучасну назву на честь перського поета Джалаледдіна Румі.